# Municipio de Russell (condado de Macon)
El municipio de Russell (en inglés: Russell Township) es un municipio ubicado en el condado de Macon en el estado estadounidense de Misuri. En el año 2010 tenía una población de 190 habitantes y una densidad poblacional de 2,01 personas por km².

## Geografía
El municipio de Russell se encuentra ubicado en las coordenadas 39°49′24″N 92°47′48″O / 39.82333, -92.79667. Según la Oficina del Censo de los Estados Unidos, el municipio tiene una superficie total de 94.37 km², de la cual 94,23 km² corresponden a tierra firme y (0,15 %) 0,14 km² es agua.

## Demografía
Según el censo de 2010, había 190 personas residiendo en el municipio de Russell. La densidad de población era de 2,01 hab./km². De los 190 habitantes, el municipio de Russell estaba compuesto por el 99,47 % blancos y el 0,53 % eran de una mezcla de razas. Del total de la población el 0 % eran hispanos o latinos de cualquier raza.